# Tabebuia elegans
Tabebuia elegans là một loài thực vật có hoa trong họ Chùm ớt. Loài này được Urb. miêu tả khoa học đầu tiên năm 1925.